# Jingle (protocolo)

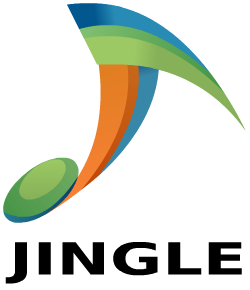
Proposed Jingle logo.

Jingle es una extensión al protocolo XMPP que permite la transferencia de información peer-to-peer (p2p). A través de este protocolo se puede transmitir datos multimedia, permitiendo la adopción de servicios de Videoconferencia y de VoIP
Este protocolo fue diseñado inicialmente por Google junto con la XMPP Standards Foundation y liberado (bajo licencia similar a la de BSD) tras la salida de Google Talk en 2006 para su uso en XMPP. Google Talk, Gajim y Coccinella ya implementa este protocolo mientras que otros clientes XMPP como Jabbin o Psi están aún en proceso de implementación.